# Cruz Laplana y Laguna
Cruz Laplana y Laguna (Plan, 3 maggio 1875 – Villar de Olalla, 7 agosto 1936) è stato un vescovo cattolico spagnolo. È uno dei tredici vescovi uccisi nella zona repubblicana durante la guerra civile spagnola, vittima della persecuzione religiosa.

## Biografia
Monsignor Cruz Laplana y Laguna nacque a Plan il 3 maggio 1875 da Alonso e Josefa. La sua era una famiglia agiata e di buoni cristiani. Fin da piccolo dimostrò di avere un carattere vivace e irrequieto.

### Formazione e ministero sacerdotale
Studiò nel suo villaggio natale e poi in un collegio di Huesca. Sentendosi chiamato al sacerdozio, nel settembre del 1886 entrò nel seminario di Barbastro. I genitori erano contrari ma diedero comunque il loro consenso.
Il 25 settembre 1898 fu ordinato presbitero. Nel 1902 conseguì il dottorato in teologia e in diritto canonico presso la Pontificia Università di Saragozza. In seguito fu professore nel seminario di Saragozza dal 1902 al 1912, vicario economo a Caspe e quindi parroco della parrocchia di San Gil a Saragozza. Ebbe sempre l'abitudine, non comune in quei tempi, di vivere in comunità con altri presbiteri.

### Ministero episcopale
I suoi familiari, pur ammirando le sue virtù, non apprezzavano nel giusto modo la sua modestia e umiltà, temendo che queste gli impedissero di essere promosso ad uffici di maggiore prestigio. Suo cugino Vicente Piniés Bayona, ministro di grazia e giustizia, ritenne opportuno favorire una sua promozione. Quando ne venne a conoscenza padre Laplana y Laguna reagì duramente. Nonostante questo il 30 settembre 1921 papa Benedetto XV lo nominò vescovo di Cuenca. Ricevette l'ordinazione episcopale il 26 marzo successivo nella basilica di Nostra Signora del Pilar a Saragozza dal cardinale Juan Soldevilla y Romero, arcivescovo metropolita di Saragozza, coconsacranti l'amministratore apostolico di Barbastro Emilio Jiménez Pérez e il vescovo ausiliare di Saragozza Miguel de los Santos Díaz y Gómara. Prese possesso della diocesi l'8 aprile successivo.
Riorganizzò l'amministrazione della diocesi, fondò la biblioteca diocesana, curò la dignità del culto divino, la predicazione del Vangelo, la catechesi, l'Azione Cattolica e l'apostolato sociale.
Si distinse per la grande pietà e austerità di vita. Visse instancabilmente dedicato alla sua opera evangelizzatrice e sacerdotale. Garantì il suo pieno sostegno alle iniziative a favore dei più poveri e bisognosi.
Secondo alcune accuse, dopo la caduta della monarchia il 14 aprile 1931, avrebbe avuto una partecipazione attiva in politica, dichiarandosi apertamente non favorevole al nuovo regime repubblicano. Secondo questi accusatori, la campagna sarebbe stata effettuata dal gruppo fondatore di Azione Cattolica, un'organizzazione che come affermavano i suoi statuti sarebbe dovuta essere radicalmente apolitica. Di fatto, quello che il vescovo cercava di fare era formare laici coerenti che agivano secondo il Vangelo nell'opera per i più bisognosi, nella configurazione cristiana della società e, naturalmente, anche nell'azione più direttamente politica, ma senza inclinarsi nella militanza in uno o in un altro partito specifico.
Come prova della sua presunta militanza politica venne presentata una frase estrapolata dal contesto della biografia del vescovo scritta da Sebastian Cirac, dove si dice che nelle elezioni del febbraio 1936 il presule sostenne attivamente la candidatura di José Antonio Primo de Rivera: "Per espresso desiderio del vescovo, José Antonio Primo de Rivera è stato presentato nella candidatura dei diritti". Tuttavia lo stesso Sebastián Cirac stesso dichiarò sotto giuramento nel processo di beatificazione che: "Mai nella sua vita intervenne in politica o ebbe simpatia per partiti politici. Il suo esempio, la sua preoccupazione e anche il suo intervento, la consulenza, vennero esclusivamente promossi dal bisogno di salvare la Chiesa e le anime".
Il sindaco socialista di Cuenca Antonio Torrero González, nel 1936 si pronunciò contro queste accuse: "Su monsignor Cruz Laplana, in quanto tale, non c'era nulla contro di lui come contro l'altro signore (don Fernando Español); il pasticcio con loro era per uno l'essere vescovo e per l'altro essere un sacerdote. Naturalmente, posso sottolineare che il signor vescovo, in politica, fuggì da tutto ciò. L'impressione che si aveva a Cuenca era che fosse una brava persona, e non provava odio di sorta".
Dopo il fallito colpo di stato del luglio del 1936, Cuenca divenne fedele al governo repubblicano grazie al tenente colonnello Francisco García de Ángela, pochi giorni dopo l'arrivo delle milizie anarchiche di Cipriano Mera. Nel pomeriggio del 20 luglio una bomba esplose davanti alla porta del palazzo vescovile ma il 28 luglio gli eventi precipitarono: un gruppo di miliziani fece irruzione nel palazzo con lo scopo di rubare il denaro della diocesi, catturarono però anche il vescovo insieme al suo segretario Fernando Español e al suo maggiordomo Mosen Manuel Laplana. Vennero condotti al seminario trasformato in carcere. I militari della Guardia Civil gli proposero di fuggire travestito ma egli si rifiutò sostenendo che era suo dovere restare in diocesi.
Secondo il sindaco, che era presente al saccheggio del palazzo episcopale "nel palazzo [episcopale] non venne trovato nulla, né lettere, né giornali, né armi, nulla che potesse compromettere il signor vescovo". In seguito disse: "La mia opinione sulla morte dei due [monsignor Cruz Laplana e don Fernando Español] è che sono morti come santi" .
Verso la mezzanotte del 7 agosto alcuni miliziani armati lo prelevarono. Don Fernando Español volle seguirlo. Il vescovo lo pregò di non accompagnarlo ma il sacerdote rispose: "Dove va il mio signore vado anch'io". I due vennero fucilati a circa 5 km della strada di Villar de Olalla. Furono sepolti il giorno seguente in una fossa comune nel cimitero di Cuenca. Il 16 ottobre 1940 i loro resti furono riesumati e trasferiti presso l'altare di San Giuliano della cattedrale di Cuenca.

## Beatificazione
Il processo ordinario informativo sul vescovo, sul suo segretario e su don Vincenzo Toledano, parroco di Uclés, si tenne presso la curia vescovile di Cuenca dal 1953 al 1956. Il processo in seguito venne unito con quello di Gutiérrez Arranz, Giuseppe e 9 compagni martiri.
Il 28 aprile 2006 papa Benedetto XVI ricevette in udienza privata il cardinale José Saraiva Martins, prefetto della Congregazione delle cause dei santi, e lo autorizzò a promulgare il decreto riguardante il martirio dei Servi di Dio Cruz Laplana y Laguna, vescovo di Cuenca, e Fernando Español Bordié.
Monsignor Laplana y Laguna e altri 497 martiri della guerra civile spagnola vennero beatificati il 28 ottobre 2007 durante una cerimonia tenutasi in piazza San Pietro a Roma e presieduta dal cardinale José Saraiva Martins, prefetto della Congregazione delle cause dei santi.
Tale beatificazione generò giudizi conflittuali: per alcuni fu la beatificazione di un vescovo di estrema destra. I cattolici, d'altra parte, vedono questo evento come una fonte di pace e riconciliazione.

## Genealogia episcopale
La genealogia episcopale è:
- Cardinale Scipione Rebiba
- Cardinale Giulio Antonio Santori
- Cardinale Girolamo Bernerio, O.P.
- Arcivescovo Galeazzo Sanvitale
- Cardinale Ludovico Ludovisi
- Cardinale Luigi Caetani
- Cardinale Ulderico Carpegna
- Cardinale Paluzzo Paluzzi Altieri degli Albertoni
- Papa Benedetto XIII
- Papa Benedetto XIV
- Cardinale Enrico Enriquez
- Arcivescovo Manuel Quintano Bonifaz
- Cardinale Buenaventura Córdoba Espinosa de la Cerda
- Cardinale Giuseppe Maria Doria Pamphilj
- Papa Francesco Saverio Castiglioni
- Papa Pio IX
- Cardinale Alessandro Franchi
- Cardinale Benito Sanz y Forés
- Cardinale Juan Soldevilla y Romero
- Vescovo Cruz Laplana y Laguna